# Víctor Sunyol i Costa
Víctor Sunyol i Costa (Vic, 31 de desembre de 1955) és un professor de llengua, escriptor i editor català. Ha col·laborat en les publicacions El 9 Nou, Reduccions, Transversal i en catàlegs d'artistes i llibres d'art contemporani.

## Obra publicada
Víctor Sunyol ha publicat les següents obres:

### Poesia
- Histèria de morts (autoeditat, 1976)
- Entreparèntesis (autoeditat, 1978)
- 3 poetes - 80 (Premi Amadeu Oller - 1980)
- Ni amb ara prou (Ed. dels Dies, 1984)
- Carles Vergés - dibuixos, gravats, objectes (Aubert, 1989)
- Esculls al dic sec de la memòria (IVEI Alfons el Magnànim, 1990)
- Pneumàtics (HAAC - Eumo Editorial, 1993)
- Articles, pròlegs, discursos i altres escrits (Eumo - Cafè Central, 1994)
- Moment - (poesia 1982-1985) (Pagès Editors, 1995)
- Reversions (Côclea - Centre d'Art Contemporani de Saint Cyprien, 1996)
- Itineràncies (HAAC - Eumo Editorial, 1996)
- Quadern de bosc (Eliseu Climent / Edicions 3i4, 1999)
- Quadern de port (Cafè Central, 1999)
- A la ratlla del sol (Emboscall, 1999)
- Lowly pore -mostrari- (Emboscall, 2001)
- I si no neva? (Aèria) - text per a la cantata "Aèria" de Xavier Maristany (Cafè Central, 2002)
- Els gossos de Tamdaght (Emboscall, 2002)
- Stabat (Edicions Proa, 2003)
- Des d'ara (Proa, 2005)
- Com si girona (Emboscall, 2005)
- NO ON (rèquiem) (Cafè Central, 2008)
- Quest (Llibres del Segle, 2013)
- de ser només (Edicions 62, 2014)
- A poc a poc. Cançons de bressol (amb il·lustracions d'Olga Capdevila, Editorial Comanegra, 2018)[3]
- Des de quin on? Antologia 1976-2017 (Pagès Editors, 2019)[4]

### Narrativa
- Descripció de cec (Cafè Central, 1990)
- Sebastià Morer. Cap a Tirèsies - una aproximació a Eva Aguilar (Cafè Central, 1997)
- Birnam (LaBreu Edicions, 2014)
- Amb Nausica (LaBreu Edicions, 2019)[5]

### Estudis literaris
- Màquines per a escriure - recursos per a l'animació a la creativitat escrita (Eumo, 1992)
- El buit i la novel·la - 50 assajos de buidatge novel·lístic (Eumo, 1994)
- Escriptura creativa - Recursos i estratègies (Eumo, 2013)

## Premis i reconeixements
- Ciutat d'Alberic de poesia de 1976
- Calldetenes de narrativa - Armand Quintana de 1979
- Calldetenes de poesia de 1979 per a A la ratlla del sol
- Amadeu Oller de poesia de 1980 per a 3 poetes - 80
- Senyoriu d'Ausiàs March de 1998 per a Quadern de bosc
- Viola d'Argent als Jocs Florals de Barcelona de 1998 per a Quadern de port
- Parc Taulí de poesia de per a 2003 per a Stabat
- Premis Literaris de Cadaqués-Rosa Leveroni de poesia de 2004 per a Des d'ara
- Lleida a un projecte de narrativa que no sigui novel·la de 2010 per a Birnam